# Ордиалес, Хайме
Хосе́ Ха́йме Ордиа́лес Доми́нгес (исп. José Jaime Ordiales Domínguez; родился 23 декабря 1962 года в Мехико) — мексиканский футболист, полузащитник. Известен по выступлениям за «Гвадалахару», «Леон» и сборную Мексики. Участник чемпионата мира 1998 года.

## Биография
В 1982 году Ордиалес начал карьеру в клубе «Некакса». В том же году он дебютировал за команду в мексиканской Примере. В клубе Хайме провёл три сезона, после чего покинул «Некаксу» и выступал за «Депортиво Неса», столичный «Крус Асуль», «Гвадалахару», «Пуэблу». В 1993 году Ордиалес перешёл в «Эстудиантес Текос». В первом же сезоне он помог клубу выиграть чемпионат, а в 1995 году завоевать Кубок обладателей кубков КОНКАКАФ. После ухода из «Текос» Хайме дважды выступал за «Леон», «Толуку», а 2003 году завершил карьеру в «Пачуке» в возрасте 41 года.
20 ноября 1991 года в матче против сборной Уругвая Ордиалес дебютировал за сборную Мексики. 9 мая 1998 года в товарищеском матче против сборной Эстонии он забил два гола. В том же году Хайме принял участие в Чемпионате мира во Франции. На турнире он сыграл в поединках против сборных Бельгии и Южной Кореи.
После завершения карьеры футболиста лишь два раза на небольшие сроки возглавлял команды в качестве тренера. В основном работал в качестве исполнительного директора в ряде клубов, с реди которых были «Америка», «Некакса», «Гвадалахара» и «Крус Асуль». В 2020 году временно исполнял обязанности президента «Крус Асуля».

### Голы за сборную Мексики
| #  | Дата       | Место                                   | Противник | Результат | Соревнование      |
| -- | ---------- | --------------------------------------- | --------- | --------- | ----------------- |
| 1. | 9 мая 1998 | Энцо Масотти, Монтекатини-Терме, Италия | Эстония   | 6:0       | Товарищеский матч |
| 2. | 9 мая 1998 | Энцо Масотти, Монтекатини-Терме, Италия | Эстония   | 6:0       | Товарищеский матч |

## Достижения
Командные
 «Эстудиантес Текос»
- Чемпионат Мексики по футболу — 1993/1994
- Обладатель Кубка обладателей кубков КОНКАКАФ — 1995